# Нико Хюлкенберг
Николас (Нико) Хюлкенберг е германски автомобилен състезател и пилот от „Формула 1“, роден на 19 август 1987 година в Емерих ам Рейн, Западна Германия.
Шампион в ГП2 сериите и бивш шампион във Формула 3 Евросерии и A1 Гран при. През 2010 година Нико се състезава за отбора на AT&T Уилямс в най-високоскоростната надпревара на планетата – Формула 1.
Мениджърът на младия германец е самият Вили Вебер, който е дългогодишен мениджър на седемкратния световен шампион Михаел Шумахер.
Пилотът на Уилямс е известен и с прозвището Хълк, което идва от името му и от измисления комикс герой, в унисон с това, че когато е зад волана Нико се променя и става много, много опасен противник.
Кариерата на Николас, подобно на повечето пилоти от Ф1, започва с картинг надпреварите. Дебютът на германеца в карт е бил през 1997 година, когато той е едва 10-годишен.
През 2002 година спечелва Германския Джуниър Картинг шампионат, а година по-късно е шампион на Германия по картинг.
През 2005 идва и време зе дебюта на Хюлкенберг в Германската Формула БМВ. През първия си сезон той постига успех и спечелва шампионата със значителна преднина.
За 2006 и 2007 години Хюлкенберг се присъединява към тима на Джърман А1 Гран при и спечелва девет победи в своя дебютен сезон, което го прави най-успешния пилот в историята на А1GP.
Първите си постъпки във Формула 1 Нико прави през 2007 година, след като Вили Вебер подписва договор с тогавашния шеф на тима на Рено Флавио Бриаторе за тест с болид от Ф1.
Своят шанс Хълк получава малко по-късно през годината – на 4 декември, когато участва в двудневни тестове на пистата Херес с тима на Уилямс. Младият пилот изпреварва постиженията на тогавашния титулярен състезател Казуки Накаджима още в първия ден, а до края постига време от 0.4 секунди по-слабо от това на Нико Росберг.
През 2008 и 2009 той е официален тест пилот на AT&T Уилямс. През 2010 г. дебютира на ГП на Бахрейн.